# Isabel de Castilla (-1582)
Isabel de Castilla (-1582) fue una dama castellana conocida por su servicio en la corte española.

## Biografía
Fue hija de don Pedro Suárez de Castilla y de su esposa Leonor de Ulloa y Boadilla. Tuvo varios hermanos:
- Alonso Carrillo, comendador en la orden de Calatrava.
- Pedro Suárez de Castilla, que heredó el mayorazgo a la muerte de su padre.
- María de Castilla, casada con Guillén Peraza de Ayala, I conde de La Gomera.
- Catalina de Castilla, casada con Ruy López de Ribera, señor de Torre.
- Juana, religiosa.
- Teresa, ídem.
- Leonor de Castilla, casada con el sevillano Francisco Tello XXIV.

Por parte de su padre, descendía de Pedro I de Castilla, a través de su hijo don Diego.
En su juventud, Isabel fue dama de la emperatriz Isabel de Portugal, esposa de Carlos V. En la corte conoció al joven Gaspar Manrique, hijo de Rodrigo Manrique de Ayala y de Ana de Castilla.
De este matrimonio tendría seis hijos:
- Rodrigo Manrique, muerto en la infancia.
- Íñigo Manrique.
- Pedro Manrique de Castilla, caballero de la orden de Alcántara, comendador de La Batundera en esa orden. Fue también gentilhombre de boca de Felipe II.
- Ana Manrique, muerta mientras era dama de la reina Isabel de Valois, tercera esposa de Felipe II.
- Estefanía Manrique de Castilla, dama de la reina Isabel de Valois y de Ana de Austria.
- Juana de Castilla, religiosa en el convento de Santa Isabel de los Reyes de Toledo.

Posteriormente desempeñó el cargo de guardadamas de la reina Isabel de Valois, tercera esposa de Felipe II. En este último cargo, sus hijas Ana y Estefanía sirvieron como damas de la reina. Era ya viuda en 1560.
Murió en 1582. Fue enterrada definitivamente a principios del siglo XVIII en la iglesia de la casa profesa de la Compañía de Jesús en Toledo, que tenía a sus hijos Pedro y Estefanía como patronos.